# ماساتو یاماساکی
ماساتو یاماساکی (انگلیسی: Masato Yamasaki؛ زادهٔ ۷ آوریل ۱۹۸۰) بازیکن فوتبال اهل ژاپن است.